# Niedźwiedziówka krasa
Niedźwiedziówka krasa (Pericallia matronula) – gatunek motyla z rodziny mrocznicowatych (Erebidae) i podrodziny niedźwiedziówkowatych. Rzadki i lokalny gatunek motyla leśno-stepowego.

## Wygląd
Głowa czerwona. Tułów krępy, ostrzegawczo ubarwiony, z wierzchu ciemnobrunatny, po bokach czerwony. Kołnierzyk czerwony, pokrywki skrzydeł czarno-brunatne. Odwłok czerwony z rzędem brunatnych plamek na grzbiecie. Skrzydła o rozpiętości 76–85 mm, intensywnie ubarwione. Skrzydła przednie ciemnobrunatne z biało-żółtymi plamkami ułożonymi wzdłuż przedniego brzegu skrzydeł. Tylne skrzydła żółte z dużymi, czarnymi plamkami tworzącymi dwie przepaski. Korpus postaci dorosłej i gąsienicy pokryty futerkiem. Motyl masywny o leniwym zachowaniu.
Okres lotuDorosłe motyle pojawiają się w czerwcu i lipcu. Loty godowe samców odbywają się wieczorem przy bardzo ciepłej i bezwietrznej pogodzie.
RozródSamica składa 500–800 jaj przeważnie na roślinach pokarmowych gąsienic. Pożywieniem gąsienic są głównie liście i pąki rozmaitych drzew i krzewów, na których wyrządzają nieraz znaczne szkody. Gąsienice zimują wśród zeschniętego listowia. Przepoczwarczenie następuje na wiosnę, często bez dodatkowego żerowania. W wielu przypadkach gąsienice mogą kontynuować żerowanie przez cały sezon wegetacyjny przepoczwarczając się dopiero po kolejnym zimowaniu. Larwy są wybitnie żarłoczne.
BiotopGatunek preferujący środowiska ciepłe, wilgotne i prześwietlone lasy liściaste i mieszane z obfitym podszytem, rosnące na nizinach, pogórzach i w średnio wysokich górach. Występuje także na półcienistych i krzaczastych zboczach, w wąwozach, parowach, zadrzewionych dnach dolin górskich, na obrzeżach lasów oraz w zaroślach, zrębach i uprawach leśnych.

## Zasięg występowania
Gatunek występuje w Europie i Azji od wschodniej Francji) aż po wschodnie krańce Syberii.
W Polsce występuje na Wyżynie Krakowsko-Częstochowskiej, w Tatrach, Pieninach, Beskidzie Sądeckim i Niskim, na Pogórzu Ciężkowickim i Pogórzu Przemyskim oraz w Bieszczadach. Zagrożeniami dla niej są niekorzystne zmiany w środowisku i wyłapywanie przez kolekcjonerów. Nie jest prawnie chroniona.

## Rośliny żywicielskie
podstawowe – leszczyna pospolita (Corylus avellana), wierzba iwa (Salix Kaprea), jesion (Fraxinus sp.), wiciokrzew-suchodrzew (Lonicera xylosteum), brodawnik (Leontdon spp);
dodatkowe – czeremcha zwyczajna (Prunus padus), orzech włoski (Juglans regia), wiśnia ptasia (Prunus avium) oraz różne rośliny zielne.

## Ochrona
Gatunek niższego ryzyka, niewykazujący wyraźnego regresu populacyjnego, niekwalifikujący się do kategorii taksonów silnie zagrożonych.
Motyle nie są zbyt rzadkie, mogą nawet lokalnie lub czasowo zwiększać swój stan liczebny.